# Tanytarsus simplex
Tanytarsus simplex är en tvåvingeart som beskrevs av Tokunaga 1964. Tanytarsus simplex ingår i släktet Tanytarsus och familjen fjädermyggor. Inga underarter finns listade i Catalogue of Life.